# Kerstin Enbom
Kerstin Enbom, född, 1945 i Torneå i Finland, är en finländsk textilkonstnär, formgivare, samt inredningsarkitekt.
Enbom växte upp i Borgå och Helsingfors. Hennes intresse för textilkonst väcktes i samband med att Marimekko hyrde en fastighet i Sköldvik. Där mötte hon Ristomatti Ratia som var son till grundaren av Marimekko. Paret gifte sig 1964 men separerade 1979. Hon studerade dräkt- och textilformgivning vid Leicester Collage of Art and Architecture i England 1964–1966 och vid återkomsten till Finland blev hon fast anställd vid Marimekko. Under de tretton år hon arbetade för Marimekko skapade hon 48 mönster för kläder och 38 mönster för inredningstextil samt några leksaksdjur och plastföremål. Dessutom ansvarade hon för utformningen av några butiker. Efter att hon lämnat Marimekko bosatte hon sig i Immersby där hon inledde en ateljé med en gårdsbutiken Sälgkullaboden där hon marknadsför sina produkter som tygdjur, prydnads- och nyttoföremål i betong.